# Groblje, Rodica
Groblje so zaselek v kraju Rodica v občini Domžale, desno od železniške proge Kamnik - Ljubljana. 
Naselje Groblje se prvič omenja leta 1435. Groblje je slovensko ime, ki izhaja iz besede "groblje" (v nemščini Groblach) - v kraju je bilo takrat na voljo veliko kamenja, ki se v slovenskem jeziku imenuje "groblje". Ta kup kamenja je nastal, ko je bil uničen jez jezera za čelno moreno neveljskega ledenika pri Kamniku in je poplava prinesla velike količine kamnov na polje v Mengeš.
V naselju je sedež krajevne skupnosti Jarše-Rodica. V gradu Groblje (Ebensfeld) je danes oddelek za zootehniko ljubljanske Biotehniške fakultete in več inštitutov (inštitut za mlekarstvo, prehrano in živinorejo).

## Cerkev svetega Mohorja in Fortunata
Groblje oziroma Rodica se v starih listinah prvič omenja 1428, poznogotska cerkev svetega Mohorja in Fortunata pa 1526. V 17. stoletju so ji dozidali zvonik in pred vhodom lopo. Okoli 1741 so stavbo barokizirali. Obdržali so zvonik, prizidali s plitvima kupolama obokano ladjo, prezbiterij in dve kapeli. Ta arhitektura je bila na Kranjskem posebnost. Cerkev je bila po 1735 najpomembnejše središče čaščenja kmečke zavetnice  svete Notburge na Kranjskem. V letih 1759 do 1761 je novo cerkev s freskami v celoti poslikal Franc Jelovšek.
Freske v prezbiteriju kažejo prizore iz življenja svetih Mohorja in Fortunata, v ladji pa svetega Andreja, Marjete, Janeza in Pavla. Slikarjev avtoportret je vključen v prizor, kjer Janez in Pavel delita miloščino. V kapeli svetega Izidorja so freske iz njegovega življenja, pri sveti Notburgi pa njena legenda. Groblje so bile znana romarska pot.
Slika obeh patronov v glavnem oltarju je delo Janeza Potočnika (1823). Oba stranska oltarja sta rokokojsko razgibana.

## Grad
Na ruševinah domnevno rimskega kastela ob cesti Emona - Celeia je bil najprej zgrajen Aurspergov lovski dvorec Groblje. Grad je v listinah omenjen že leta 1611, ko je v njem gospodaril Lovrenc Spitzig. Skupaj s cerkvijo ga je upodobil že Janez Vajkard Valvasor v Topografiji vojvodine Kranjske leta 1679. Konec 17. stoletja je bil že v zelo slabem stanju, zato so zraven leta 1689 postavili dvonadstropno stavbo z razčlenjeno in simetrično fasado s portalom in plitvim balkonom. Grad je večkrat menjal lastnike. Najprej je prešel v roke Lambergerov. 1838 je posest, njive, vrtove, travnike, stanovanjska in gospodarska poslopja kupila baronica Antonija Alojzija Erberg, pozneje poročena Attems. Leta 1843 ga je prodala baronu Alfonzu Wurzbachu pl. Tannenberg, od njega ga je leta 1917 kupil A. Markun za društvo Dobrodelnost, ta pa ga je prodala Misijonski družbi sv. Vincencija Pavelskega v Ljubljani. Najprej so ga naselile redovnice usmiljenke in odprle dekliško šolo, leta 1920 pa lazaristi, ki so imeli misijonišče in tiskarno.
1943 je bil grad požgan. Tudi v gradu in kapeli sv. Notburge, ki je do konca druga druge svetovne vojne stala v nekdanjem parku, so bile Jelovškove freske.